# Olga Zubarry
Olga Adela Zubarriaín, née le 30 octobre  1929 à Buenos Aires et morte le  15 décembre 2012 dans la même ville, est une actrice argentine. Elle a fait près de quatre-vingt apparitions dans le cinéma entre 1943 et 1997 couvrant six décennies de cinéma argentin.

## Biographie
Olga Zubarry commence sa carrière  en  1943 au sein des studios « Lumiton » dans Sapho, histoire d'une passion sous la direction de  Carlos Hugo Christensen.
Son ascension vers la gloire s'est produite avec l'adaptation cinématographique ( El ángel desnudo) du roman, Frau Elsie, par Arthur Schnitzler. Le film est sorti en 1946 et a été un grand succès parce que c'était la première fois une actrice argentine ose se présenter à moitié nue dans un film. En 1959, elle joue dans  La sangre y la semilla, un film historique se déroulant en 1870 et réalisé au Paraguay. En 1962, elle  apparaît dans A hierro Muere d'Alberto de Mendoza. En 1969, elle incarne une égérie révolutionnaire charismatique dans Invasión réalisé par son compatriote Hugo Santiago. Elle a remporté de nombreux prix au cours de sa carrière, comme le Martin Fierro (deux fois) et le Condor de Plata.